# Aduna
Aduna település Spanyolországban, Gipuzkoa tartományban. Aduna Andoain, Villabona és Zizurkil községekkel határos. Lakosainak száma 499 fő (2024).

## Népesség
A település lakosságának változását az alábbi diagram mutatja:
| Lakosok száma | 327  | 342  | 368  | 401  | 452  | 471  | 470  | 469  | 482  | 499  |
|               | 2001 | 2004 | 2006 | 2009 | 2011 | 2014 | 2016 | 2019 | 2021 | 2024 |